# 馬拉喀什-坦西夫特-豪茲大區
馬拉喀什-坦西夫特-豪茲大區（阿拉伯语：‎）是摩洛哥的一個大區，西臨大西洋。面積31,160平方公里。2004年人口3,102,652人。首府馬拉喀什。
下轄三市四省。2015年9月，与杜卡拉-阿卜达大区的萨菲省、优素菲耶省合并成马拉喀什-萨菲大区。